# Victor-Augustin Michel
Victor-Augustin Michel ou Victor Michel est un peintre français, né le 4 avril 1828 à Morancez et mort à Chartres le 28 décembre 1891.

## Biographie
Professeur de dessin au collège de Chartres, Victor-Augustin Michel est l'élève de M. P. Gilbert. Il dessine de nombreux portraits au crayon.

## Œuvres

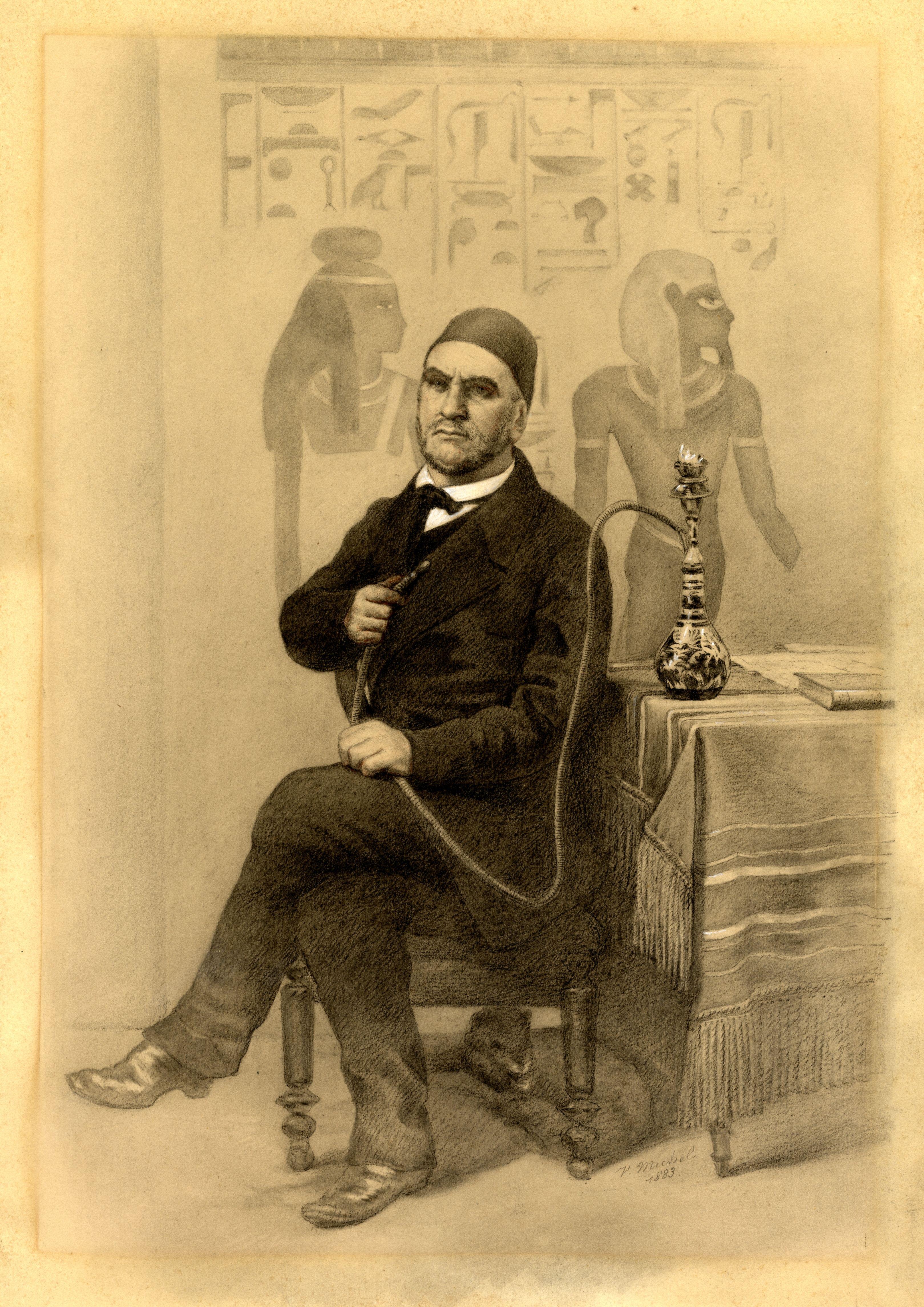
Portrait de Paul Durand, 1883.

En 1893, cinq portraits sont répertoriés par Philippe Bellier de La Chavignerie au musée des Beaux-Arts de Chartres :
- no 253 - Portrait de l'abbé Jean-Nicolas-Augustin Calluet, chanoine honoraire, ancien principal du collège de Chartres, conservateur du musée de cette ville, né à Chartres le 5 mai 1791, mort à Chartres le 16 mai 1863, dessin rehaussé, 34 × 28 cm, 1863 ;
- no 254 - Portrait d'Adolphe Lecocq, archéologue, né à Chartres en 1815, mort en cette ville en 1881, dessin rehaussé, 27 × 18 cm,  1881, d'après Pidoux 1852 ;
- no 255 - Portrait de M. Mouton, ancien ingénieur des chemins de fer de l'ouest, conservateur du musée de Chartres, décédé à Chartres le 27 octobre 1885, dessin rehaussé, 33 × 25 cm, 1886, d'après le comte Blanc ;
- no 256 - Portrait de M. le docteur Paul Durand, archéologue distingué, conservateur du musée et de la bibliothèque de Chartres, dessin rehaussé, 35 × 24 cm, 1883 ;
- no 257 - Portrait de M. Chaillant, entomologiste, conservateur du musée de Chartres, dessin rehaussé ovale, 30 × 22,5 cm, août 1853.